# Каза Бјондо (Арецо)
Каза Бјондо је насеље у Италији у округу Арецо, региону Тоскана.
Према процени из 2011. у насељу је живело 77 становника. Насеље се налази на надморској висини од 414 м.